# Лазар Димов
Лазар Димов е български революционер, деец на Вътрешната македоно-одринска революционна организация.

## Биография
Роден е през 1884 година в град Кавадарци, тогава в Османската империя, днес в Северна Македония. Присъединява се към ВМОРО и действа като тиквешки войвода.
| Чета на Лазар Димов, 28 януари 1905 година | Чета на Лазар Димов, 28 януари 1905 година | Чета на Лазар Димов, 28 януари 1905 година | Чета на Лазар Димов, 28 януари 1905 година | Чета на Лазар Димов, 28 януари 1905 година |
| Номер                                      | Име                                        | Селище                                     | Околия                                     | Забележка                                  |
| ------------------------------------------ | ------------------------------------------ | ------------------------------------------ | ------------------------------------------ | ------------------------------------------ |
| 1.                                         | Лазар Димов                                | Кавадарци                                  | Тиквешка                                   |                                            |
| 2.                                         | Йордан Кулев                               | Шумен                                      |                                            |                                            |
| 3.                                         | Спасе Мирчев                               | Прилеп                                     | Прилепска                                  |                                            |
| 4.                                         | Никола Василев                             | Гари                                       | Дебърска                                   |                                            |
| 5.                                         | Кузман Филипов                             | Врапча                                     | Гостиварска                                |                                            |
| 6.                                         | Никола Сотиров                             | Крушево                                    | Крушевска                                  |                                            |
| 7.                                         | Никола Котев                               | Радомир                                    |                                            | [ 1 ]                                      |

През 1907 година е четник при Дончо Лазаров